# 2007 TU24
2007 TU24 ist ein erdnaher Asteroid, der am 11. Oktober 2007 vom Catalina Sky Survey entdeckt wurde. Seine elliptische Bahn reicht bis jenseits der Umlaufbahn des Mars in den Asteroidenhauptgürtel. Sein sonnennächster Bahnpunkt ist innerhalb der Erdbahn. Damit gehört er zur Gruppe der Apollo-Asteroiden. Mit seinem Durchmesser von rund 250 m ist er groß genug, um bei einem Einschlag auf der Erde regionale Verwüstungen anzurichten.

## Nahe Begegnung mit der Erde am 29. Januar 2008

Animation zweier Aufnahmen vom Slooh Teide Observatorium am 31. Januar 2008

Wie bei der Bahnbestimmung vorab festgestellt wurde, flog er am 29. Januar 2008 um 09:33 Uhr MEZ im Abstand von 554.209 km an der Erde vorbei, was etwa 1,44 Mondbahnradien entspricht. Er kam der Erde so nahe, dass Radarabtastungen mit Radioteleskopen und Spektraluntersuchungen seiner Oberfläche möglich wurden. Auch mit einfachen Amateurteleskopen konnte man das rund 10,5 Größenklassen helle Objekt auf seiner Bahn beobachten.
Die NASA versicherte, dass jetzt und in naher Zukunft keinerlei Gefahr für die Erde bestehe.